# Karl Kühnle (Geistlicher)
Karl Kühnle (* 14. Februar 1923 in Unterbrüden; † 7. Dezember 2003 in Stuttgart) war der 143. Apostel der Neuapostolischen Kirche. Er war 20 Jahre lang Präsident der Neuapostolischen Kirche Württemberg, darüber hinaus 13 Jahre lang Präsident der Neuapostolischen Kirche in Bayern und damit verantwortlicher Seelsorger für rund 100.000 Gemeindemitglieder.

## Leben
Karl Kühnle wurde als drittes Kind eines Schreinermeisters geboren. Anlässlich der Einweihung der neuapostolischen Kirche in Lippoldsweiler im März 1926 empfing Karl Kühnle das Sakrament „Heilige Versiegelung“ und wurde damit Mitglied in der Neuapostolischen Kirche. Im Jahr 1936 wurde er konfirmiert. An seinem 15. Geburtstag im Jahr 1938 starb sein Vater. Karl Kühnle absolvierte eine kaufmännische Lehre und unterstützte mit seinem Lehrlingslohn die verwitwete Mutter. Nach dem Zweiten Weltkrieg – Kühnle war als Wehrmachtsoldat in Südfrankreich in Kriegsgefangenschaft geraten – fand er Arbeit als kaufmännischer Angestellter in einer Lehrfirma, einer Motoren- und Maschinenfabrik in Backnang, bei der er insgesamt 22 Jahre blieb. Im Jahr 1948 heiratete er Gertrud Krautter. Aus der Ehe gingen zwei Söhne, Werner und Volker, hervor, die ebenfalls als Apostel in der Neuapostolischen Kirche tätig sind bzw. waren.

## Tätigkeiten in der Neuapostolischen Kirche
1958 verzog die Familie nach Schwäbisch Gmünd, wo Karl Kühnle eine Stelle als Geschäftsführer angetreten hatte. Auf Veranlassung des damaligen Leiters der neuapostolischen Kirchengemeinden auch in Württemberg, Bezirksapostel Ernst Streckeisen, gab er diese Stelle zum 1. April 1967 auf, um hauptamtlich für die Neuapostolische Kirche tätig zu sein. Er hatte zwischenzeitlich in der Kirche das Amt eines Bischofs empfangen. Am 25. Februar 1968 wurde er in einem Festgottesdienst in Göppingen zum Apostel ordiniert, und am 4. Mai 1975 empfing er dann in Stuttgart anlässlich eines Jugendgottesdienstes das Amt des Bezirksapostels und wurde mit der Leitung des „Apostelbezirks Stuttgart“, das heißt der Gemeinden in Württemberg, beauftragt.
Am 1. Januar 1980 wurde er überdies vorübergehend als Bezirksapostel für die Schweiz mit den von dort aus betreuten Ländern Österreich, Italien, Spanien und osteuropäischen Ländern beauftragt, bis dann am 7. Juni 1981 der spätere Stammapostel Richard Fehr zum Bezirksapostel für die Schweiz ausgesondert wurde. Am 28. November 1982 erhielt Bezirksapostel Karl Kühnle den Auftrag, zusätzlich als Bezirksapostel die Gemeinden in Bayern zu betreuen. Ab August 1985 kamen Länder in Westafrika, später ein Teil der Ukraine, Länder am persischen Golf und weitere Gebiete hinzu, so dass Karl Kühnle in rund 20 Ländern für die seelsorgerische Betreuung der Kirchenmitglieder verantwortlich war.
Altershalber trat er am 10. Dezember 1995 in den Ruhestand. Im Zuge einer Neugliederung der Arbeitsbereiche übernahm ab diesem Zeitpunkt Klaus Saur (damals bereits Bezirksapostel für die Gebietskirche Baden) zusätzlich die Leitung der Gebietskirchen Württemberg und Bayern. Karl Kühnle besuchte in den letzten Jahren seines Lebens mit seiner Frau die Gottesdienste in der Gemeinde Stuttgart-Sillenbuch. Am 29. November 1998 erhielten sie in Heilbronn durch Stammapostel Richard Fehr den Segen zur goldenen Hochzeit.